# Eva contro Eva (album)
Eva contro Eva è il sesto album di canzoni inedite di Carmen Consoli, pubblicato il 12 maggio 2006 per la Universal.

## Descrizione
L'album è stato pubblicato a più di tre anni e mezzo di distanza dal precedente L'eccezione (2002, Universal).
Anticipato nelle radio dal singolo Signor Tentenna, l'album è prevalentemente acustico, con alcune influenze etniche.
Contiene un duetto con la cantante beninese Angélique Kidjo nel brano Madre Terra e un pezzo scritto con Goran Bregović, Il pendio dell'abbandono, già nella colonna sonora del film I giorni dell'abbandono di Roberto Faenza. In La dolce attesa, storia di una donna che, ossessionata dal desiderio di avere un figlio, ha una gravidanza isterica, c'è un campionamento della voce di Rosa Balistreri; la musica è scritta a quattro mani con il chitarrista Santi Pulvirenti.
L'intero album è permeato da certi temi che si ripresentano più volte, primo tra tutti la femminilità ed il disagio della situazione femminile, ma anche il potere ed i suoi abusi ed il sogno.
Al primo tema si riferiscono Maria Catena, storia di un'adultera emarginata dalla società (si respira il profumo amaro dell'entroterra siciliano), La dolce attesa, Tutto su Eva, vivido affresco dell'incertezza e dell'incapacità di rimediare ai propri errori di una donna chiamata Eva (con ovvi riferimenti biblici), Preghiera in gola, ritratto dell'angoscia di una madre che ogni giorno aspetta una qualche notizia del figlio partito per il fronte.
Al secondo tema si riferisce Piccolo Cesare, allegoria di un potere legittimato dalla sola violenza.

Infine il tema del sogno è nettamente presente in Sulle rive di Morfeo, storia di un onirico incontro tra due amanti (tra l'altro narrato dalla donna), e Il sorriso di Atlantide, sogno del raggiungimento di una situazione ideale identificata con la mitologica città sommersa.
L'album si è classificato al primo posto all'esordio in hit-parade, vendendo circa 80 000 copie, ed aggiudicandosi il disco di platino.
Il titolo del disco è lo stesso di un film diretto nel 1950 dal regista statunitense Joseph L. Mankiewicz.
Oltre all'edizione in CD, il disco è stato pubblicato anche in vinile.
L'album è stato pubblicato anche negli Stati Uniti nel 2007.

## Tracce
Testi e musiche di Carmen Consoli, eccetto dove indicato.
1. Tutto su Eva – 6:12
2. Maria Catena – 4:17
3. La dolce attesa – 4:21 (musica: Santi Pulvirenti)
4. Sulle rive di Morfeo – 4:38
5. Il pendio dell'abbandono – 3:21 (musica: Goran Bregovic)
6. Preghiera in gola – 3:57
7. Piccolo Cesare – 4:49
8. Madre Terra (feat. Angélique Kidjo) – 3:57 (Carmen Consoli, Angélique Kidjo)
9. Signor Tentenna – 4:36
10. Il sorriso di Atlantide – 4:09

Durata totale: 44:17

## Formazione
- Carmen Consoli - voce, chitarra acustica, chitarra classica, chitarra elettrica, harmonium, cori
- Massimo Roccaforte - chitarra elettrica, cori, organo Hammond, bouzouki, mandolino, mandoloncello, Fender Rhodes, pianoforte, arpa, sitar
- Santi Pulvirenti - banjo, chitarra acustica, chitarra elettrica, harmonium, cuatro
- Leandro Misuriello - basso, contrabbasso
- Puccio Panettieri - batteria, percussioni

Altri musicisti
- Salvo Farruggio - darabuka, riqq, udu, djembe, percussioni
- Clemente Ferrari - pianoforte
- Puccio Castrogiovanni - santur, flauto, fisarmonica
- Alessandro Milana - violino
- Luigi De Filippi - violino
- Andriano Murania - violino, viola
- Gianfranco Borrelli - viola
- Luca Pincini - violoncello
- Daniele Zappalà - tromba, flicorno, trombone
- Claudio Corvini - tromba
- Mario Corvini - trombone
- Enrico Luca - flauto
- Salvatore Palmieri - fagotto
- Antonio Piemonte - clarinetto
- Fabio Palmieri - oboe
- Pasquale Laino - duduk

## Classifiche
| Classifica | Posizione massima |
| ---------- | ----------------- |
| Italia     | 1                 |